# University of Nebraska-Lincoln Women's Volleyball 2016
Questa voce raccoglie le informazioni riguardanti la University of Nebraska-Lincoln Women's Volleyball nella stagione 2016.

## Stagione
La stagione 2016 vede John Cook alla guida delle Cornhuskers per il diciassettesimo anno consecutivo. Nel suo staff ci sono per il secondo anno consecutivo Christopher Tamas e sua moglie Jennifer Joines, entrambi ex nazionali statunitensi, a ricoprire rispettivamente i ruolo di assistente allenatore e assistente allenatore volontario.
L'unico volto nuovo nel programma è quello di Lauren Stivrins, che tuttavia salta la stagione. Sono invece quattro le giocatrici che lasciano il programma avendo concluso l'eleggibilità per la carriera universitaria, tutte diventate professioniste all'estero: la svedese Cecilia Hall nella Liga de Voleibol Superior Femenino, Alicia Ostrander nella Superliga Femenina de Voleibol, mentre Kelsey Fien e Meghan Haggerty sono approdate in due club della Elitserien.
La stagione regolare delle Cornhuskers si apre il 26 agosto con un successo in quattro set sulla University of Florida. La squadra va subito in serie positiva, inanellando una serie di dodici successi consecutivi, interrotti solo dalla sconfitta interna contro la Ohio State University. Negli incontri seguenti il programma torna immediatamente a macinare vittorie, mettendone a segno altre undici in fila, prima di perdere solo al quinto set il secondo e ultimo match di regular season in casa della University of Minnesota. Grazie a questo percorso netto il programma vince la Big Ten Conference per la seconda volta nella sua storia, accedendo inoltre al torneo NCAA come testa di serie numero 1.
Nei primi due torni della fase regionale della NCAA Division I ospita la University of New Hampshire e la Texas Christian University, superandole entrambe in tre set. Nella semifinale regionale gioca invece contro la Pennsylvania State University, testa di serie numero 16, sconfitta solo dopo una battaglia di cinque set e una rimonta da 0-2, prima di sconfiggere per 3-0 in finale la University of Washington, testa di serie numero 8, accedendo per la tredicesima volta alla Final four. Kadie Rolfzen viene insignita del premio di MVP del torneo regionale, raggiunta nel sestetto ideale dalle compagne di squadra Kelly Hunter e Alexandra Malloy.
Nella semifinale nazionale disputata al Nationwide Arena di Columbus, le Cornhuskers escono sconfitte con un netto 3-0 ad opera della University of Texas at Austin, testa di serie numero 4, terminando la difesa del titolo NCAA conquistato nella stagione precedente in un remake della finale passata.
Tre le giocatrici Kadie Rolfzen e Justine Wong-Orantes vengono inserita nella prima squadra All-America, mentre Kelly Hunter e Amber Rolfzen fanno parte rispettivamente della seconda e della terza squadra.

## Organigramma societario
Area direttiva
- Presidente: Shawn Eichorst

Area organizzativa
- Direttore delle operazioni: Lindsay Peterson

Area tecnica
- Allenatore: John Cook
- Assistente allenatore: Christopher Tamas
- Assistente allenatore volontario: Jennifer Joines

## Rosa
| N° | Nome                 | Ruolo | Data di nascita   | Nazionalità sportiva | Anno      |
| -- | -------------------- | ----- | ----------------- | -------------------- | --------- |
| 2  | Mikaela Foecke       | S     | 22 febbraio 1997  | Stati Uniti          | Sophomore |
| 3  | Kelly Hunter         | P     | 7 settembre 1994  | Stati Uniti          | Junior    |
| 4  | Justine Wong-Orantes | L     | 6 ottobre 1996    | Stati Uniti          | Senior    |
| 5  | Amber Rolfzen        | C     | 25 agosto 1994    | Stati Uniti          | Senior    |
| 6  | Kadie Rolfzen        | S     | 25 agosto 1994    | Stati Uniti          | Senior    |
| 7  | Sydney Townsend      | L     | -                 | Stati Uniti          | Junior    |
| 8  | Brooke Smith         | L     | 12 giugno 1997    | Stati Uniti          | Sophomore |
| 9  | Alexandra Malloy     | S     | 16 aprile 1994    | Stati Uniti          | Senior    |
| 10 | Hunter Atherton      | P     | 30 settembre 1997 | Stati Uniti          | Freshman  |
| 11 | Kenzie Maloney       | L     | 30 luglio 1997    | Stati Uniti          | Sophomore |
| 13 | Briana Holman        | C     | 7 ottobre 1994    | Stati Uniti          | Junior    |
| 17 | Annika Albrecht      | S     | 9 agosto 1996     | Stati Uniti          | Junior    |
| 22 | Tiani Reeves         | S     | 19 gennaio 1997   | Stati Uniti          | Sophomore |
| 26 | Lauren Stivrins      | C     | 26 maggio 1998    | Stati Uniti          | Freshman  |
| 27 | Olivia Boender       | S     | 28 novembre 1995  | Stati Uniti          | Sophomore |

## Mercato
| Acquisti | Acquisti        | Acquisti     | Acquisti   |
| R.       | Nome            | da           | Modalità   |
| -------- | --------------- | ------------ | ---------- |
| C        | Lauren Stivrins | Chaparral HS | definitivo |

| Cessioni | Cessioni         | Cessioni            | Cessioni   |
| R.       | Nome             | a                   | Modalità   |
| -------- | ---------------- | ------------------- | ---------- |
| C        | Cecilia Hall     | Lancheras de Cataño | definitivo |
| S        | Alicia Ostrander | Ciutadella          | definitivo |
| S        | Kelsey Fien      | Hylte/Halmstad      | definitivo |
| C        | Meghan Haggerty  | Svedala             | definitivo |

## Risultati

### Big Ten Conference

#### Regular season
| 26 agosto 2016 Matthew Knight Arena, Eugene             | Nebraska       | 3 - 1 | Florida       | 25-27, 25-15, 25-16, 25-21        |
| 27 agosto 2016 Matthew Knight Arena, Eugene             | Nebraska       | 3 - 0 | Texas         | 25-15, 25-16, 25-21               |
| 2 settembre 2016 Bob Devaney Sports Center, Lincoln     | Nebraska       | 3 - 0 | Iowa State    | 25-20, 25-17, 25-12               |
| 3 settembre 2016 Bob Devaney Sports Center, Lincoln     | Nebraska       | 3 - 0 | Oregon State  | 25-16, 25-14, 25-12               |
| 9 settembre 2016 The Pit, Albuquerque                   | Nebraska       | 3 - 0 | Arkansas      | 25-19, 25-15, 25-21               |
| 10 settembre 2016 The Pit, Albuquerque                  | New Mexico     | 0 - 3 | Nebraska      | 22-25, 20-25, 14-25               |
| 16 settembre 2016 Bob Devaney Sports Center, Lincoln    | Nebraska       | 3 - 0 | Montana State | 25-15, 25-5, 25-16                |
| 16 settembre 2016 Bob Devaney Sports Center, Lincoln    | Nebraska       | 3 - 0 | Gonzaga       | 25-15, 25-12, 25-11               |
| 17 settembre 2016 Bob Devaney Sports Center, Lincoln    | Nebraska       | 3 - 1 | Creighton     | 23-25, 25-13, 27-25, 25-18        |
| 23 settembre 2016 Cliff Keen Arena, Ann Arbor           | Michigan       | 0 - 3 | Nebraska      | 22-25, 20-25, 18-25               |
| 24 settembre 2016 Jenison Field House, East Lansing     | Michigan State | 2 - 3 | Nebraska      | 25-22, 25-23, 20-25, 14-25, 14-16 |
| 28 settembre 2016 Huff Hall, Champaign                  | Illinois       | 0 - 3 | Nebraska      | 18-25, 22-25, 21-25               |
| 1 ottobre 2016 Bob Devaney Sports Center, Lincoln       | Nebraska       | 1 - 3 | Ohio State    | 25-17, 21-25, 21-25, 13-25        |
| 7 ottobre 2016 Bob Devaney Sports Center, Lincoln       | Nebraska       | 3 - 0 | Indiana       | 25-23, 25-13, 25-17               |
| 9 ottobre 2016 Bob Devaney Sports Center, Lincoln       | Nebraska       | 3 - 0 | Purdue        | 25-17, 25-13, 25-17               |
| 14 ottobre 2016 St. John Arena, Columbus                | Ohio State     | 1 - 3 | Nebraska      | 20-25, 20-25, 25-23, 25-27        |
| 16 ottobre 2016 Xfinity Center, College Park            | Maryland       | 0 - 3 | Nebraska      | 16-25, 14-25, 17-25               |
| 21 ottobre 2016 Bob Devaney Sports Center, Lincoln      | Nebraska       | 3 - 0 | Wisconsin     | 25-21, 25-22, 25-15               |
| 23 ottobre 2016 Bob Devaney Sports Center, Lincoln      | Nebraska       | 3 - 2 | Minnesota     | 24-26, 25-18, 26-24, 22-25, 15-8  |
| 28 ottobre 2016 Bob Devaney Sports Center, Lincoln      | Nebraska       | 3 - 0 | Illinois      | 26-24, 25-21, 25-19               |
| 29 ottobre 2016 Bob Devaney Sports Center, Lincoln      | Nebraska       | 3 - 0 | Northwestern  | 25-20, 25-11, 25-20               |
| 4 novembre 2016 Rec Hall, State College                 | Penn State     | 2 - 3 | Nebraska      | 25-22, 17-25, 23-25, 25-23, 11-15 |
| 5 novembre 2016 College Avenue Gymnasium, New Brunswick | Rutgers        | 0 - 3 | Nebraska      | 10-25, 14-25, 12-25               |
| 9 novembre 2016 Bob Devaney Sports Center, Lincoln      | Nebraska       | 3 - 0 | Iowa          | 25-14, 25-18, 26-24               |
| 12 novembre 2016 The University Gymnasium, Bloomington  | Indiana        | 0 - 3 | Nebraska      | 16-25, 16-25, 11-25               |
| 16 novembre 2016 Bob Devaney Sports Center, Lincoln     | Nebraska       | 3 - 0 | Penn State    | 25-17, 25-14, 25-22               |
| 19 novembre 2016 Carver-Hawkeye Arena, Iowa City        | Iowa           | 0 - 3 | Nebraska      | 17-25, 19-25, 13-25               |
| 23 novembre 2016 Sports Pavilion, Minneapolis           | Minnesota      | 3 - 2 | Nebraska      | 21-25, 22-25, 28-26, 25-17, 17-15 |
| 26 novembre 2016 Bob Devaney Sports Center, Lincoln     | Nebraska       | 3 - 1 | Michigan      | 25-19, 25-17, 22-25, 25-21        |

### NCAA Division I

#### Fase regionale
| 2 dicembre 2016 - Primo turno Bob Devaney Sports Center, Lincoln   | Nebraska | 3 - 0 | New Hampshire   | 25-9, 25-23, 25-18               |
| 3 dicembre 2016 - Secondo turno Bob Devaney Sports Center, Lincoln | Nebraska | 3 - 0 | Texas Christian | 25-22, 25-12, 25-16              |
| 9 dicembre 2016 - Sweet Sixteen Bob Devaney Sports Center, Lincoln | Nebraska | 3 - 2 | Penn State      | 23-25, 23-25, 26-24, 25-19, 15-6 |
| 10 dicembre 2016 - Elite Eight Bob Devaney Sports Center, Lincoln  | Nebraska | 3 - 0 | Washington      | 25-16, 25-10, 25-21              |

#### Final Four
| 15 dicembre 2016 - Semifinali Nationwide Arena, Columbus | Nebraska | 0 - 3 | Texas | 18-25, 23-25, 21-25 |

## Statistiche

### Statistiche di squadra
| Competizione                       | Punti | In casa | In casa | In casa | In trasferta | In trasferta | In trasferta | Campo neutro | Campo neutro | Campo neutro | Totale | Totale | Totale |
| Competizione                       | Punti | G       | V       | P       | G            | V            | P            | G            | V            | P            | G      | V      | P      |
| ---------------------------------- | ----- | ------- | ------- | ------- | ------------ | ------------ | ------------ | ------------ | ------------ | ------------ | ------ | ------ | ------ |
| Big Ten Conference NCAA Division I | .911  | 19      | 18      | 1       | 11           | 10           | 1            | 4            | 3            | 1            | 34     | 31     | 3      |
| Totale                             | .911  | 19      | 18      | 1       | 11           | 10           | 1            | 4            | 3            | 1            | 34     | 31     | 3      |

G = partite giocate; V = partite vinte; P = partite perse

### Statistiche dei giocatori
| Giocatrice      | Big Ten Conference NCAA Division I | Big Ten Conference NCAA Division I | Big Ten Conference NCAA Division I | Big Ten Conference NCAA Division I | Big Ten Conference NCAA Division I | Totale | Totale | Totale | Totale | Totale |
| Giocatrice      | P                                  | PT                                 | AV                                 | MV                                 | BV                                 | P      | PT     | AV     | MV     | BV     |
| --------------- | ---------------------------------- | ---------------------------------- | ---------------------------------- | ---------------------------------- | ---------------------------------- | ------ | ------ | ------ | ------ | ------ |
| A. Albrecht     | 34                                 | 53.5                               | 25                                 | 0.5                                | 28                                 | 34     | 53.5   | 25     | 0.5    | 28     |
| O. Boender      | 11                                 | 43                                 | 42                                 | 1                                  | 0                                  | 11     | 43     | 42     | 1      | 0      |
| M. Foecke       | 34                                 | 393                                | 343                                | 26                                 | 24                                 | 34     | 393    | 343    | 26     | 24     |
| B. Holman       | 34                                 | 358.5                              | 283                                | 75.5                               | 0                                  | 34     | 358.5  | 283    | 75.5   | 0      |
| K. Hunter       | 34                                 | 184                                | 109                                | 75                                 | 26                                 | 34     | 184    | 109    | 75     | 26     |
| A. Malloy       | 33                                 | 320.5                              | 287                                | 31.5                               | 2                                  | 33     | 320.5  | 287    | 31.5   | 2      |
| K. Maloney      | 34                                 | 2                                  | 0                                  | 0                                  | 2                                  | 34     | 2      | 0      | 0      | 2      |
| T. Reeves       | 2                                  | 1                                  | 1                                  | 0                                  | 0                                  | 2      | 1      | 1      | 0      | 0      |
| A. Rolfzen      | 34                                 | 316                                | 227                                | 89                                 | 0                                  | 34     | 316    | 227    | 89     | 0      |
| K. Rolfzen      | 34                                 | 452.5                              | 370                                | 57.5                               | 25                                 | 34     | 452.5  | 370    | 57.5   | 25     |
| B. Smith        | 5                                  | 3                                  | 0                                  | 0                                  | 3                                  | 5      | 3      | 0      | 0      | 3      |
| S. Townsend     | 33                                 | 13                                 | 0                                  | 0                                  | 13                                 | 33     | 13     | 0      | 0      | 13     |
| J. Wong-Orantes | 33                                 | 20                                 | 1                                  | 0                                  | 19                                 | 33     | 20     | 1      | 0      | 19     |

P = presenze; PT = punti totali; AV = attacchi vincenti; MV = muri vincenti; BV = battute vincenti

NB: I muri singoli valgono una unità di punto, mentre i muri doppi e tripli valgono mezza unità di punto; anche i giocatori nel ruolo di libero sono impegnati al servizio